# 宣府镇铸钱局
宣府镇铸钱局，又称宣府镇局、宣府钱局，明清时期在山西省大同府宣府镇设立的铸钱局，位于今张家口市宣化县。

## 历史
明朝天启年间，户部在宣府设立铸钱局，鼓铸钱币，后因故停办。初铸小平钱，后铸折十大钱，宣府所铸的折十大钱背面穿上铸“府”字记局。宣府所铸的钱币多用于为与后金作战的军队发放军饷，很少直接用于民用。
清初沿用明制，顺治元年（1644年），清军入关后恢复了宣府铸钱局的铸造，宣府钱局批准开炉鼓铸顺治通宝，不仅用于发放兵饷，也用于民用。由于铸币所需的铜料的供应无法保证，且要控制银钱比价，宣府等局的铸造也是时断时续。顺治八年（1651年），清政府开始发行钞票，对制钱的需求大减，宣府等局被关停裁撤。
顺治十年（1653年），停止发行钞票，宣府等铸局又复开鼓铸，顺治十四年（1657年）停铸，顺治十七年（1660年）复开。
康熙元年（1662年），宣府局依式改铸康熙通宝，但不久由于制钱过量、钱价大跌停止了各省镇的鼓铸。六年复开，十年又停。康熙六十一年（1722年），清政府规定了一省一局的原则，临清、宣府等7个钱局被裁撤。

## 所铸钱币
| 钱币名称 | 开铸时间   | 停铸时间                           | 形制特征                                                       | 备注 |
| -------- | ---------- | ---------------------------------- | -------------------------------------------------------------- | ---- |
| 天启通宝 |            |                                    | 天启通宝背“府”小平钱，背穿上铸“府”                             |      |
| 天启通宝 |            | 天启通宝折十大钱，背穿上铸“府”记局 |                                                                |      |
| 顺治通宝 | 顺治元年   | 顺治八年                           | 背无文，重一钱二分或一钱二分五厘                               |      |
| 顺治通宝 | 顺治十年   | 顺治十四年                         | 顺治通宝一厘钱，背穿左铸“一厘”，穿右“宣”字记局；也有单铸局名的 |      |
| 顺治通宝 | 顺治十七年 | 不详                               | 顺治通宝“满汉文”式，背穿左满文局名，穿右为汉文局名“宣”         |      |
| 康熙通宝 | 康熙元年   | 旋停                               | 背穿左满文局名，穿右为汉文局名“宣”                             |      |
| 康熙通宝 | 康熙六年   | 康熙十年                           | 背穿左满文局名，穿右为汉文局名“宣”                             |      |